# 倭好
『倭好』（わこう）は、明の鄭若曽が著書の『日本図纂』（1561年）および『籌海図編』（1562年）に所収した論文である。

## 概要
鄭若曽は王陽明らに学んだ後に胡宗憲の配下として倭寇対策にあたっていたが、海防論の一環として実際に捉えた倭寇や取締にあたった役人で、倭寇に一時連行されていた被害者などからの聞き取りなどから、日本人が好む商品を取り上げて「倭好」としてまとめた。中国の古い文献には先行する文献を出典なく引用される事例もあるが、「倭好」にはそうした文献の存在は確認できず、鄭若曽の独自研究であった。『日本図纂』と『籌海図編』では表記が一部で異なるものの、「倭好」の商品の名称とその解説を示すという内容はほぼ同じである。
後期倭寇の多くは実際には日本人ではなく中国人とも言われている（『明史』外国伝）が、その多くが日本との交易と深く関わっていたと言われている。「倭好」に掲げられた商品は日本国内において需要の高い商品であり、日本国内に持ち込んで販売すれば利益を得ることが出来た。そのため、日本の商人たちは様々な手段を利用してこれらの商品を調達しようとした。当然のように倭寇たちも合法・非合法の手段を問わず「倭好」の獲得に奔走し、それらを収奪して日本に転売することが海賊行為を行う大きな動機の1つとなった。このため、「倭好」の研究は倭寇対策に関心を持つ人々からの注目を集めた。実際に明末から清代にかけて著された中国の日本に関する著述の多くに鄭若曽の著作を引用しており、「倭好」の部分も引用の対象となっている。
日本でも江戸時代に松下見林が『異称日本伝』において『武備志』に引用された「倭好」の記事に注目してこれを取り上げた他、近代以後には市村瓚次郎や藤田元春らによって明代の日本観を示すものとして『日本図纂』や『籌海図編』などの研究が行われた。
「倭好」の記事に登場する商品は勘合船などによる正規の貿易によってもたらされた商品に関する記録と重複する部分が多く、日明貿易の実態を知る上において基本的な資料の1つとなっているが、その一方で鄭若曽の記述にも疎漏があることも指摘されている。例えば、香炉・器皿などの高級磁器は挙げられているが、実際には鄭若曽が挙げていない民生用の安価な中国製陶磁器も大量に日本に流入されていたことが日本国内での発掘調査で明らかにされている。また、鄭若曽は茶壷を懸ける鉄錬や大型の鉄鍋などを茶の湯の影響と推定して「倭好」の研究を行った田中健夫もこれを肯定しているが、太田弘毅は『虔台倭纂』など他の中国側資料より民生用の小型鉄鍋に対する日本側の需要の存在を指摘して、日本国内の鉄の不足を中国からの鉄器の購入・収奪によって補っていたとする説を展開している。これは鄭若曽の関心が高価で取引される商品（日本側では公家や上級武家、禅僧が使用）に重きが置かれ、安価で需要のある商品（日本側では商人や農民が使用）に対しては余り関心が払われていなかったからと考えられている。更に当時、伝来したばかりの鉄砲に用いられる硝石の多くは中国から流入していたと推定されているが、「倭好」では全く触れられていない。

## 倭好（倭が好む物）
- 絲（生糸・紵糸などの糸類）
- 絲綿（真綿）
- 布（一般的には麻布を指すが、鄭若曽が「綿花なき故なり」と注していることから、綿布のことと考えられている）
- 綿綢（めんちゅう、絹の紬のこと）
- 錦繍（錦と刺繍のある絹）
- 紅線（べにひも）
- 水銀
- 針
- 鉄錬（くさり、茶壺を懸けるために用いる）
- 鉄鍋（大型のもの）
- 磁器
- 古文銭（中国の古い銅銭。ただし、最近に模して作られた私鋳銭を含む）
- 古名画
- 古名字（墨蹟のこと）
- 古書[4]
- 薬材（特に日本で産出されない川芎が一番重んじられ、次に甘草が重んじられた）
- 氈毯（せんたん、毛織物）
- 馬背氈（鞍敷）
- 粉（おしろい）
- 小食籮（飯笊、小型の食事を入れる竹製のざる）
- 漆器
- 醋（さく、酢）